# Mogera imaizumii
Mogera imaizumii is een zoogdier uit de familie van de mollen (Talpidae). De wetenschappelijke naam van de soort werd voor het eerst geldig gepubliceerd door Nagamichi Kuroda in 1957.

## Voorkomen
De soort komt voor in Japan.